# Kendall Crater
Kendall Crater är ett berg i Antarktis. Det ligger i Sydshetlandsöarna. Argentina, Chile och Storbritannien gör anspråk på området. Toppen på Kendall Crater är 8 meter över havet.
Terrängen runt Kendall Crater är varierad. Havet är nära Kendall Crater åt sydväst. Trakten är glest befolkad. Närmaste befolkade plats är Gabriel de Castilla Spanish Antarctic Station, 4,9 kilometer väster om Kendall Crater. 